# Глуховеря Віталій Андрійович
Глуховеря Віталій Андрійович (27 липня 1964, Дніпропетровськ, УРСР — 17 серпня 2021, Дніпро, Україна) — український силовик, генерал поліції ІІІ рангу, юрист. Доктор юридичних наук, заслужений юрист України (2016)

## Життєпис
Служив у міліції з 1985 року. 
У 1986 -1988 навчався у Дніпропетровській середній школі міліції; був оперуповноваженим (1988-1993), далі старшим оперуповноваженим карного розшуку, начальником Кіровського районного відділу міліції Дніпропетровська (1997-1999). 
З 1999 до 2003 — керував Дніпропетровською міською міліцією.
Працював в Закарпатській області (у 2008-2010 - перший заступник начальника ГУ МВС в Закарпатській області), згодом в Міністерстві внутрішніх справ.
2011—2014 — був радником посольства України в РФ.
У березні 2014 став керівником Дніпропетровського міського управління ГУ МВС України в Дніпропетровській області, в травні міністр МВС Аваков призначив Глуховерю В.А. в.о. начальника ГУ МВС України в Дніпропетровській області.
Під час розслідування побиття протестувальників в Дніпрі під час Революції гідності 2014 року Глуховеря всіляко захищав підлеглих.
З травня до листопада 2015 очолював Департамент боротьби з торгівлею людьми Нацполіції.
З 5 листопада 2015 року до жовтня 2017 року був ректором Дніпропетровського університету внутрішніх справ, після чого був призначений начальником ГУНП у Дніпропетровській області (2017—2019).
Після зміни влади в Україні розголосу набув інцидент 2018 року з водієм генерала, який порушив ПДР і вступив у конфлікт з патрульними поліцейськими, які його намагалися затримати, після чого Глуховерю і було звільнено з посади начальника ГУНП у Дніпропетровській області.
У 2020 — 2021 — проректор Дніпропетровського державного університету внутрішніх справ
Помер 17 серпня 2021 року від серцевого нападу у себе вдома в Дніпрі, у Глуховері відірвався тромб.

## Інциденти
Певний негатив переслідував Глуховерю з 2014 року через його роботу у 2011-13 роках в посольстві в Москві і нібито як людину з команди «регіоналів» (міністра В.Захарченка).
У жовтні 2014 року прокурор Дніпропетровської області Роман Федик відправив подання міністру внутрішніх справ Авакову, у якому просив притягнути Глуховерю до дисциплінарної відповідальності за бездіяльність (щодо розслідування дій міліції на Дніпропетровському Євромайдані). Федик заявляв, що в.о. голови обласної міліції неналежним чином організовує роботу та не контролює підлеглих.
У 2015 році журналісти дослідили офіційну декларацію і виявили невідповідність доходів генерала і його дружини їх витратам
При призначенні на посаду керівника обласної поліції у 2015 році в ЗМІ активно поширювалось приватне фото генерала у червоному светрі з надписом «СССР» з коментарями про його «непатріотичність». На захист генерала тоді активно виступив міський голова Дніпра Борис Філатов.
12 вересня 2018 року патрульні поліцейські за порушення правил ПДД зупинили службовий автомобіль начальника ГУНП області із водієм за кермом. Після дзвінка «керівництву», на місце прибули співробітники КОРД і затримали патрульних поліцейських. Але ситуація набула розголосу в липні 2019 року, коли у ЗМІ раптом з'явились відео з інцидентом.
29 липня Голова Нацполіції Сергій Князєв звільнив Глуховерю з посади начальника поліції регіону, виконувачем обов'язків було призначено Артема Васіцького.

## Родина
Був одруженим, мав двох синів і доньку.

## Відзнаки
- 22 серпня 2016 — Заслужений юрист України